# Itsching
Itsching (mundartl.: Itsching) ist ein Gemeindeteil der Gemeinde Halsbach im oberbayerischen Landkreis Altötting.

## Lage
Der Weiler Itsching liegt etwa 200 Meter südwestlich von Halsbach.

## Geschichte
Der Name des Ortes geht auf den althochdeutschen Personennamen Utich(o) zurück. Der Ort gehörte von der Gemeindegründung im Jahre 1818 an zur Gemeinde Oberzeitlarn und kam mit deren Auflösung am 1. Januar 1964 zur Gemeinde Halsbach.
Im Ort befindet sich ein denkmalgeschützter Bildstock bezeichnet mit dem Jahr 1857.